# Elena Ehling
Elena Ehling (n. 30 aprilie 1954) este un politician român, fost membru al Parlamentului României. Elena Ehling a fost validată pe data de 13 august 2008 și l-a înlocuit pe deputatul Marius Bălu. Elena Ehling era membru PDL.  